# Kába szentély

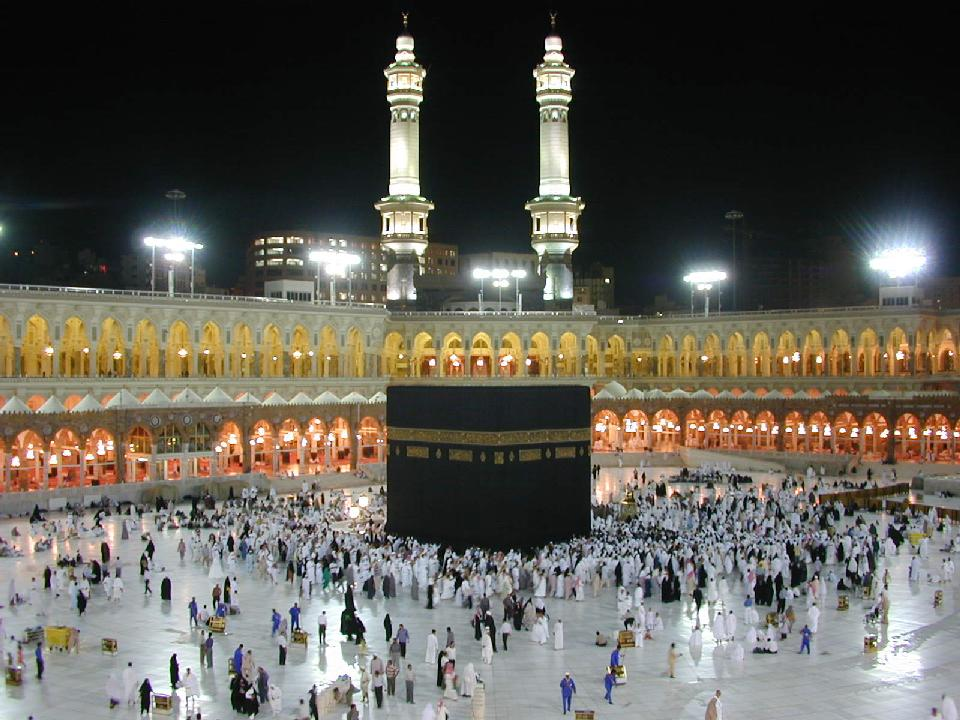
A Kába szentély a Nagy Mecset udvarán

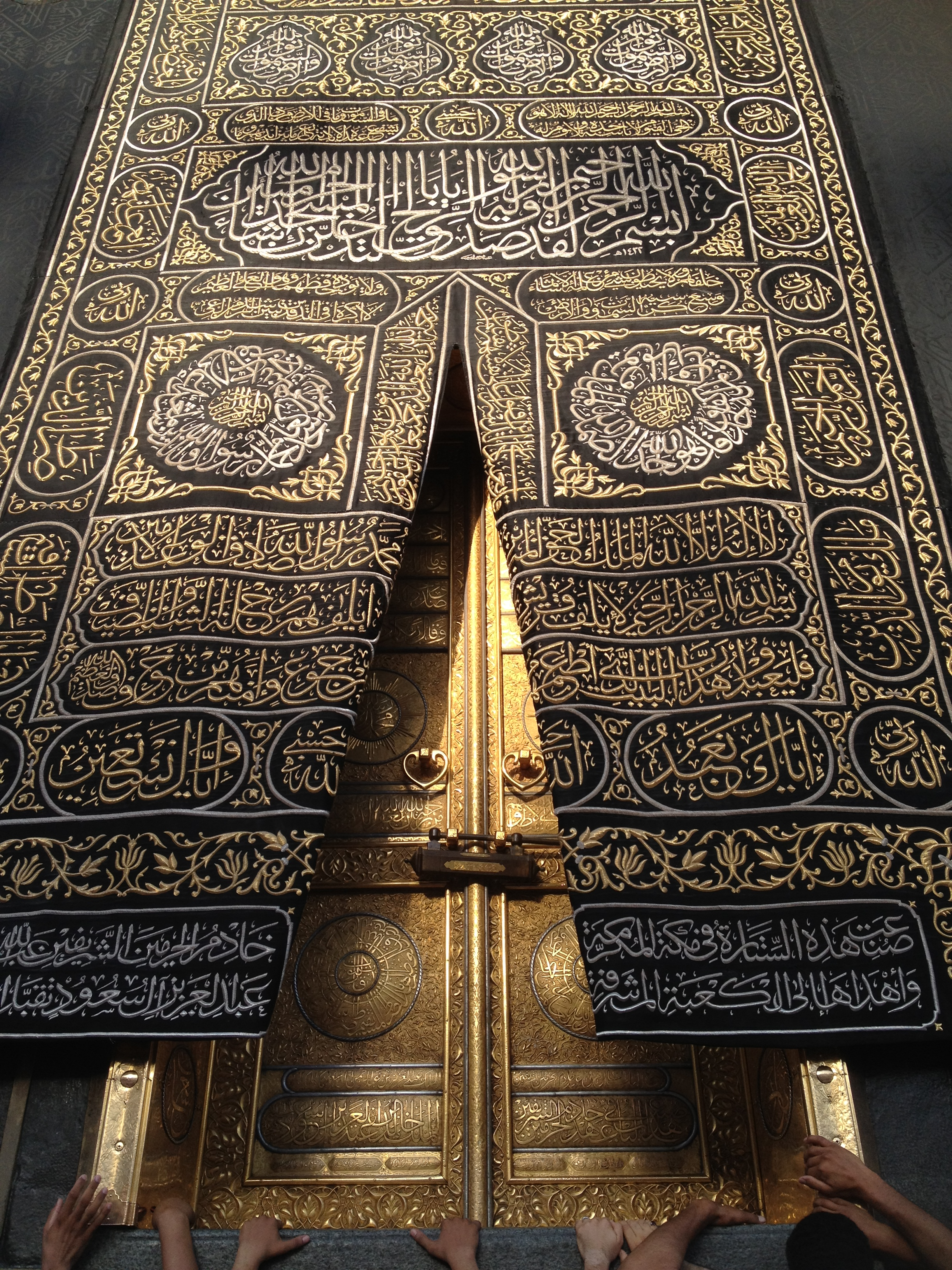
A Kába szentély ajtaja

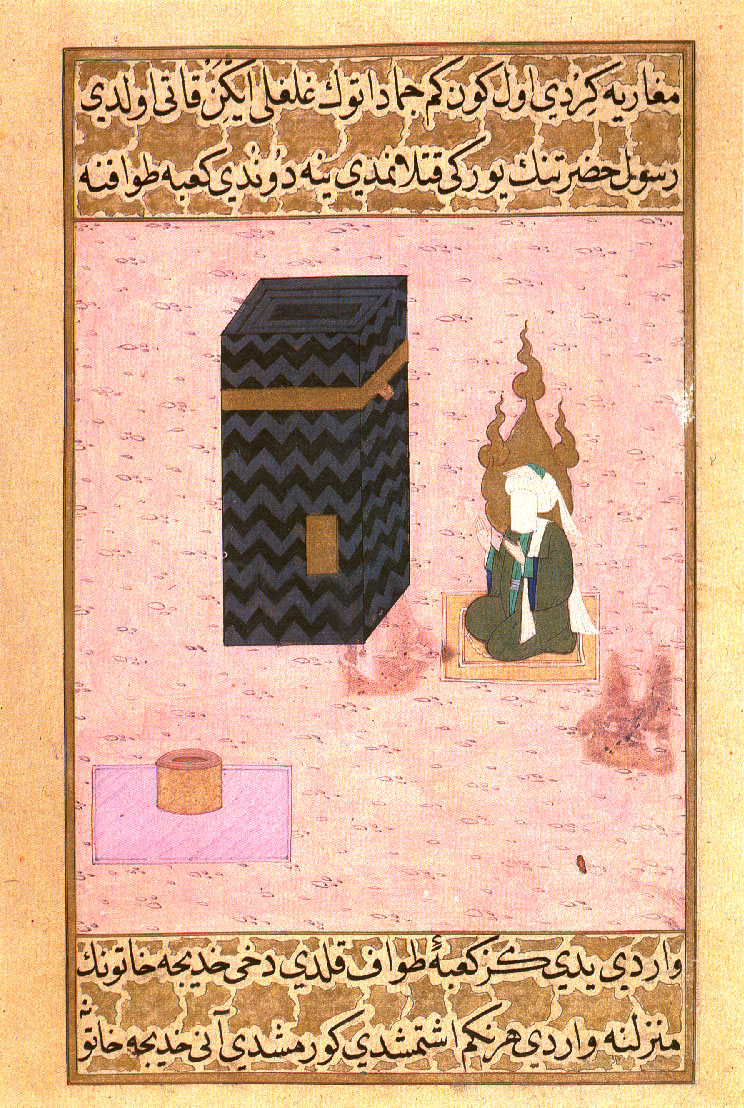
Mohamed a Kába előtt

A Kába (arabul: الكعبة – al-Kaʿba, magyarosan al-Kaaba) a mekkai nagymecset belső udvarán álló szentély. Nevének jelentése: kocka, kocka alakú építmény. Falának része a fekete kő néven ismert meteorit. A muszlim világban a Kábát szokás al-Kaaba al-musarrafa (arabul: الكعبة المشرفة – al-kaʿba al-mušarrafa, „a magasztos Kába”), al-bajt al-atík (arabul: البيت العتيق – al-bayt al-ʿatīq, „Az ősi ház”), vagy al-bajt al-Harám (arabul: البيت الحرام – al-bayt al-ḥarām „A szent ház”) vagy Allah (Isten) háza néven emlegetni.
A fekete kő köré épült szentély és mecset az iszlám világ legfontosabb vallási műemléke, a muszlim közösség (umma) lelki hazája, a legszentebb hely.  A kibla, a muzulmánok imádságának meghatározott iránya a világ minden pontjáról a Kába felé mutat. A hívők naponta ötször a szentély felé fordulva mondják el imáikat és a Korán parancsa szerint ide zarándokolnak az iszlám év utolsó hónapjaiban, hogy teljesítsék a haddzs pontosan megszabott rituáléját.

## A Kába mérete és elhelyezkedése
A nagymecset tágas, négyszögletes belső udvarának közepén, egy talapzaton áll a nagyjából kocka alakú – 12 méter hosszú, 10,5 méter széles, 15 méter magas –, kő- és márványtömbökből épült Kába szentély. Az épületet fekete brokátdrapéria borítja, amelyet a Koránból vett, ezüsttel és arannyal írott idézetek ékesítenek. A kiszva néven ismert leplet évente cserélik.
A szentély oldalait nagyjából a négy égtáj felé tájolták. A Kába keleti sarokköve a ar-Rukn al-Aszvad („A fekete sarok”), benne a fekete kő (al-hadzsar al-aszvad), a híres meteorit; az északi sarok neve ar-Rukn al-Iráki („Az iraki sarok”); a nyugati saroké ar-Rukn as-Sámi („A levantei sarok”) és a déli fekvésű sarok neve pedig ar-Rukn al-Jamani („A jemeni sarok”).
A Kába belsejébe a szentély északkeleti falán, a földtől 7 láb magasan elhelyezett ajtó vezet. A bejáratot egy gurítható fa lépcsősor segítségével lehet elérni. „Leírását a titokteljes szent odúnak csak az igazhitűek után bírjuk”. A szentély belsejének padlóját sakktáblaszerűen lerakott márványkockák borítják. A belső fal alsó fele is márvánnyal van borítva, a felső részét zöld damaszt burkolja, amelyre arany betűkkel a Korán mondatait hímezték. A tetőt cédrusfa oszlopok tartják. Ma az épület üres – régebben a Kába szentek szentjében a zarándokok ajándékai, fogadalmi kincsek álltak. A szentélyben arany és ezüst lámpások világítanak és a burkolatokat illatos, szentelt olajjal ápolják. Ugyanezt az olajat használják kívül a Fekete kő „felkenésére”.
A hibásan Kába kőnek is nevezett, kis méretű (30 cm széles, 40 cm hosszú) meteorit, – amelyhez több évezredes hiedelmek tapadnak – az épület ajtaja mellé van befalazva, egészen alacsonyan, hogy csak térdelve lehet megcsókolni. A fekete kő több darabra törött, ezért vastag ezüstpánt tartja össze.
Az udvarban a Kába mellett áll egy fa-pilasztereken nyugvó kupola: ez védi a Zamzam kút mitikus forrását, amelynek vizével évente háromszor megtisztítják a szentélyt.  A Zemzem egykor Mekka egyetlen forrása volt és itt zajlott a hívők rituális tisztálkodása.

## A Kába szentély korai története
A hagyomány szerint a Kába szentélyt Ibráhím (a bibliai Ábrahám) és fia, Iszmáíl (a bibliai Izmael) emelte az egy igaz Istennek; a kocka formát az omajjád kalifa, Abd al-Malik alakította ki a 7-8. század fordulóján, a nagy árkádos udvar pedig I. Szulejmán és II. Szelim oszmán szultánok idején épült, a 16. században.
A Kába történetének korai időszakáról igen keveset tudunk, de annyi bizonyos, hogy e helyet már az iszlám kialakulása előtt is szentélyként tisztelték, és a Kábához irányuló zarándoklatok már Mohamed próféta ideje előtt is azzal végződtek, hogy a hívők megcsókolták a varázserejűnek tartott Fekete követ. Az erről szóló első feljegyzéseket Ptolemaiosz Mekkát bemutató, második századi írásaiban találjuk, „Macoraba” néven. Eduard Glaser német történész nézetei szerint a Kaaba elnevezése az arab nyelv előtti, dél-arábiai vagy etiópiai mikrab szóból ered, amelynek jelentése templom. 
Goldziher Ignác az Iszlám című könyvében említi, hogy az i.sz. 8. század végén az Omajjád uralkodók ellen fellépett praetendesek egyike, Abdallah b. Zubajr leginkább Mekkában és Medinában lelt követőkre. Jezid, majd ennek halála után utóda, Abd al-Malik küldött sereget Mekka ellen. Jezid hadvezére Huszajn Mekka ostromát azzal kezdte, hogy a Kába szentélyre óriási kődarabokat vettetett, melyek az épület oszlopait szétdarabolták, később a szentélyt felgyújtatta, és ez alkalommal a fekete kő-nek is baja esett. Jezid halálának hírére Huszajn az ostromot félbeszakította. Az új uralkodó, Abd al-Malik trónra jutása után Haddzsádzs ibn Juszuf, az időközben újjáépített szentélyre szintén köveket hányatott, és miután sikerült neki a két szent várost megadásra bírni, a Kába szentélyt felgyújtatta, a medinai mecsetet pedig, mely a próféta és az első kalifák sírjait rejté a területén, istállóvá változtatta.

### A muszlim álláspont
Az iszlám hagyomány szerint a Kába helyét Isten jelölte ki a Földön, neve al-bajt al-maamúr, arabul: البيت المعمور  „a felépített ház”. A muszlimok úgy tartják, Ádám emelte itt az első szentélyt. Majd – a Korán alapján – Ábrahám és fia, Izmael „megemelték a Kába alapjait”. Ennek jelentése nem teljesen egyértelmű, de a hívők értelmezése szerint, Ábrahám és fia újjáépítette azt a szent épületet, amelyet még Ádám emelt, s amelyből akkorra csak az alapok maradtak meg.).
Mekka  a Szíria, Mezopotámia és Dél-Arábia felé vezető karavánutak közelében fekvő oázis, már az i. e. 6. században is vásárhely volt. Az ott élő beduin törzsek több istent imádtak. Itt született meg 570 körül Mohamed, az iszlám prófétája, aki először 40 éves korában álmában látta meg Gábriel arkangyalt (Dzsibríl angyal), aki azt parancsolta neki, hogy kövesse Isten szavát. Miután több látomása volt, egy ideig prédikációkat tartott, amelyek annyira nem tetszettek a gazdag mekkai kereskedőknek, hogy 622-ben Medinába kellett menekülnie előlük. Medinában további kinyilatkoztatásokat közölt a híveivel, miközben állammá szervezte őket. Amikor Mohamed 630-ban kardcsapás nélkül bevonult Mekkába, megtisztította a Kábát a pogány bálványoktól, és meghonosította az Allahban való hitet. Ugyanakkor megtartotta a Fekete kő kultuszát: a követ az ég felé emelte, hogy megtisztítsa, és egy ezüstkeretbe foglalva a szentély délkeleti sarkában helyezte el. Nem törölte el a Kábához tartó évenkénti zarándoklat szokását sem, sőt kötelességgé, a vallás egyik alapelvévé tette (zarándoklat, haddzs): minden jó anyagi körülmények között élő, egészséges muzulmán köteles életében legalább egyszer ellátogatni Mekkába.

## A Kábához kötődő szertartások szimbolikus számai
Az iszlám vallás szent számai az ötös és a hetes. A vallásnak öt alapelve van (hitvallás, ima, alamizsna, böjt, zarándoklat), és a muzulmánoknak naponta ötször (hajnalban, délben, délután közepén, alkonyatkor, az éj leszálltakor) kell imádkozniuk, bárhol legyenek és bármivel foglalatoskodjanak. A zarándoklat öt napig tart. A hívők, a mekkai zarándoklat első napján hétszer körbejárják a Kába szentélyt, majd hétszer futnak végig a két közeli domb, az asz-Szafa és az al-Marva közötti fedett folyosón, amellyel Hágár és Izmáel sivatagi vándorlására emlékeznek, majd az ötödik napon ismét hétszer járják körbe a Kábát. A zarándokok 7x7 (49) követ gyűjtenek össze, amelyekkel az út negyedik napján Minában jelképesen „megkövezik a démonokat”. Az ötös és a hetes számoknak engesztelő ereje van.

## A Kába megtisztítása
A mekkai nagymecset óriási épületét, amelynek sarkaiban két-két minaret magasodik, évente kétszer a Kába ceremoniális megtisztítása alkalmából nyitják meg. Erre a szertartásra körülbelül ramadán tizenötödik napján kerül sor. A Kába szentély kulcsait a Banu Sajba (arabul: بنو شيبة – Banū Šayba) törzs őrzi. A törzs tagjai és a látogatók a Kába belsejében gyűlnek össze a szertartásra. A méltóságokból és külföldi diplomatákból válogatott kis csoport Mekka kormányzójának vezetésével lát hozzá az épület rituális megtisztításához, amelyhez egyszerű seprűket használnak.

## A kibla és az ima

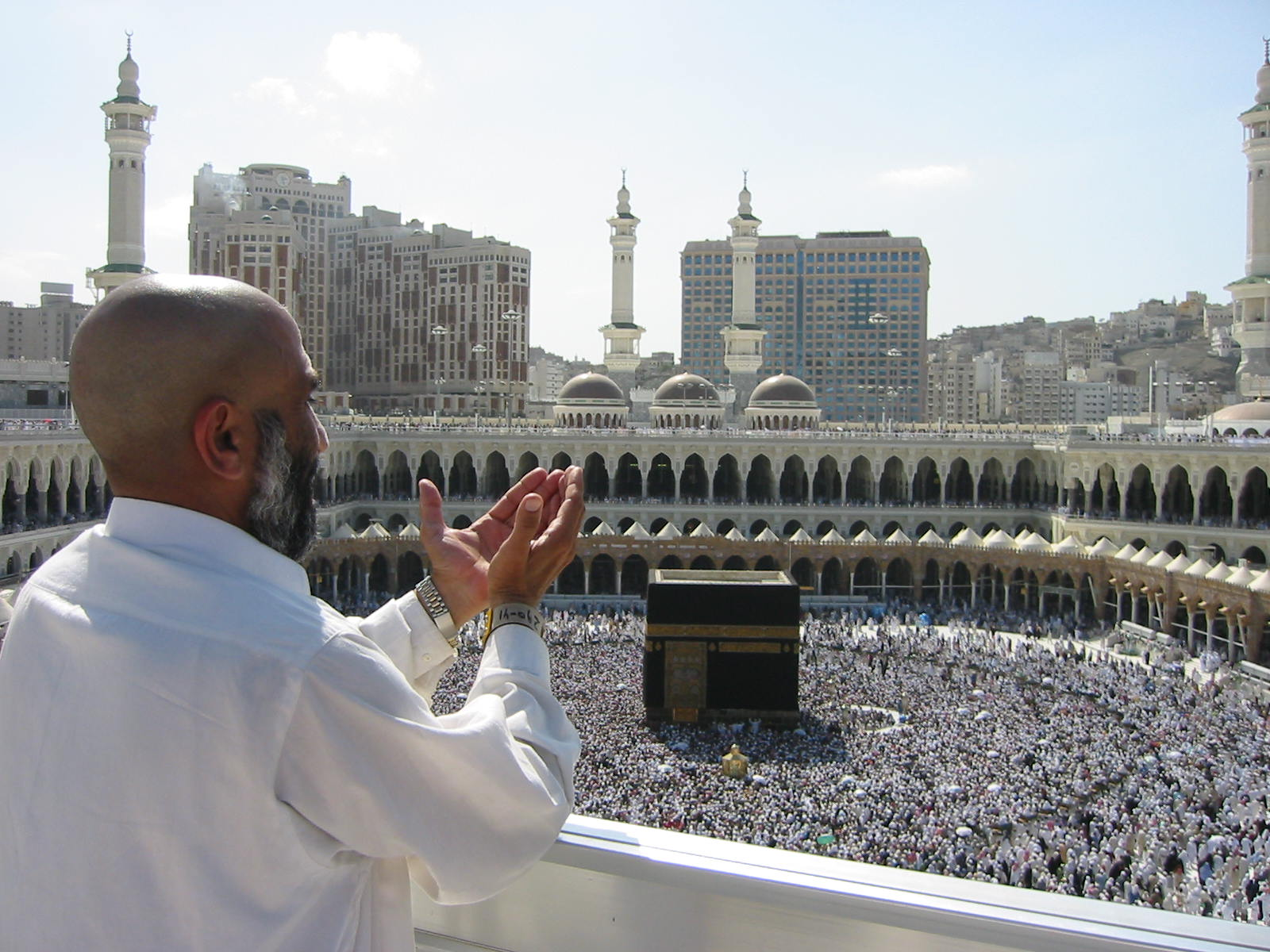
Az ima iránya

A muszlimok a Korán (Korán, 2:143-144) parancsa alapján naponta ötször arccal a Kába felé borulnak imára. Az imádság irányának elnevezése kibla. A zsidók nyugati fal vagy ismertebb nevén Siratófal felé fordulva mondják el imáikat, addig a muzulmánok a Kába szentély felé imádkoznak.
Kezdetben a kötelező imák iránya Jeruzsálem volt, engedményként a hidzsázi zsidóságnak, azonban a próféta a végleges szakítást követően Mekkát jelölte ki imairányul. Az iszlám hagyományai alapján, amikor Mohamed a medinai al-Kiblatajn (a „kétkiblás”) mecsetben imádkozott, az Isten sugallatára jelölte ki Mekkát, azaz a Kába szentélyt annak az iránynak, amely felé az imádkozónak fordulnia kell.
A hívők egy része kibla-iránytűt  használ, hogy bárhonnan pontosan meghatározhassa ezt az irányt, ami a mecsetek tájolásában is fontos tényező. Általában a mecset bejáratával szemben találjuk a Mekka felé mutató vonalra merőlegesen álló kibla-falat, amelynek közepén egy mélyedés, vagy falfülke (mihráb) is megerősíti a hívőket, hogy ez az ima irányát jelölő fal. A minaretek csúcsa is kibla-pontként szolgál.